# Debaj
Debaj (D) – jednostka miary elektrycznego momentu dipolowego nienależąca do układu SI stosowana w fizyce atomowej i chemii do opisu momentów dipolowych cząsteczek. 
1 D = 10−18 Fr·cm
1 D = 10−10 Fr·Å
1 D ≈ 3,33564×10−30 C·m
1 D ≈ 1,10048498×1023 qP·lP
1 D ≈ 0,393430307 e·a0
1 D ≈ 0,20819434 e·Å
1 D ≈ 0,020819434 e·nm
1 D ≈ 3,1623×10−25 (J·m3)(1/2)
Nazwę jednostki nadano na cześć holenderskiego fizyka Petera Debye'a, który badał własności cząstek polarnych. 